# Pierre Harmignie
 (juillet 2023).
Pierre Harmignie, né le 4 avril 1885 à Mons était un prêtre catholique, curé doyen de Charleroi en Belgique. Victime, avec dix-huit autres otages, de représailles rexistes commanditées, il fut assassiné le 18 août 1944 à Courcelles (Belgique).

## Biographie
Il est nommé curé-doyen de Charleroi en 1938. Il y a le souci du culte et se réjouit de voir Charleroi progresser sur un plan humain, progrès qu’il refuse d’attribuer « à un déterminisme économique ». Il parle d’améliorer l’éclairage de son église et de l'agrandir. Il se réjouit de la beauté de l’Hôtel de Ville, de celle de la Maternité Reine Astrid, trouve que journal Spirou « est une révolution dans l’édition ».
Harmignie enseigna à l’Institut supérieur de philosophie à Louvain. Il a une théologie classique dans sa compréhension du sacerdoce, de l’eucharistie, du péché, du salut. La guerre va le rapprocher du peuple ordinaire.
Harmignie est de plus en plus actif dans la Résistance à l'occupation allemande. Il est très présent aux détresses causées par la guerre, ce qui le pousse même à aller voler à Charleroi des sacs d’aliments pour les enfants juifs qu’il cache. Il est en contact également avec des résistants communistes.

## 18 août 1944
Le 17 août 1944, en représailles du meurtre de Oswald Englebin, bourgmestre rexiste de Charleroi et de sa famille par des résistants, l'état major rexiste de Bruxelles s'engage dans des mesures de représailles dans la région de Charleroi.
Des maisons sont incendiées et des civils arrêtés pour l'exemple. Le sommet de ces actions criminelles est l'exécution de 19 otages à l'aube du 18 août 1944, perpétrée sous le commandement de Victor Matthys qui sera condamné à mort dans l'immédiat après-guerre. Pierre Harmignie fait partie des victimes de ce massacre,.

## Mémoire
La personnalité de Pierre Harmignie et le carnage de Courcelles rappellent l'intensité de la  résistance tant religieuse que laïque en Wallonie.
Un odonyme à Charleroi rappelle cet évènement : le Square des Martyrs du 18 août.

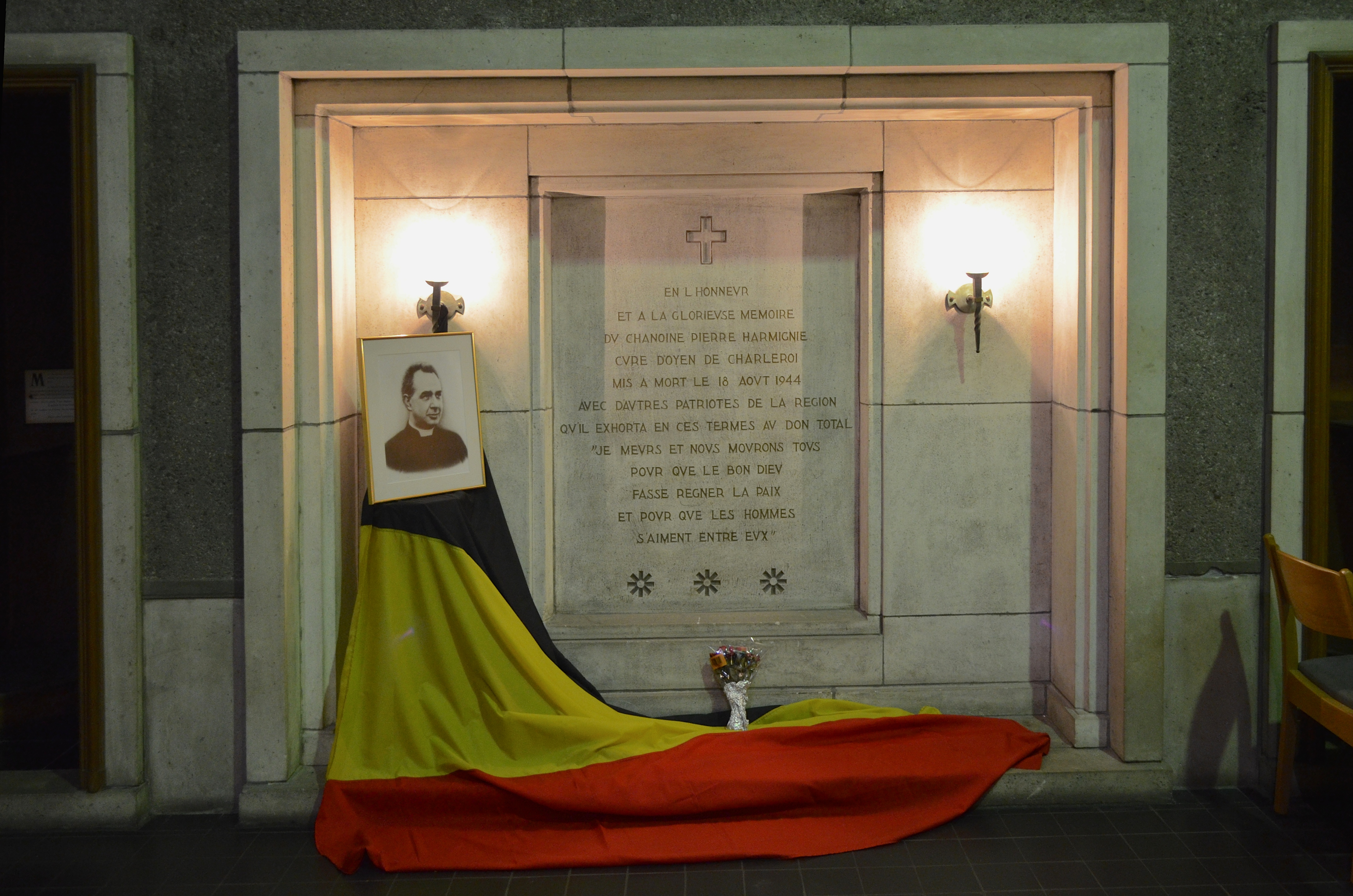
Mémorial dans l'église Saint-Christophe de Charleroi.
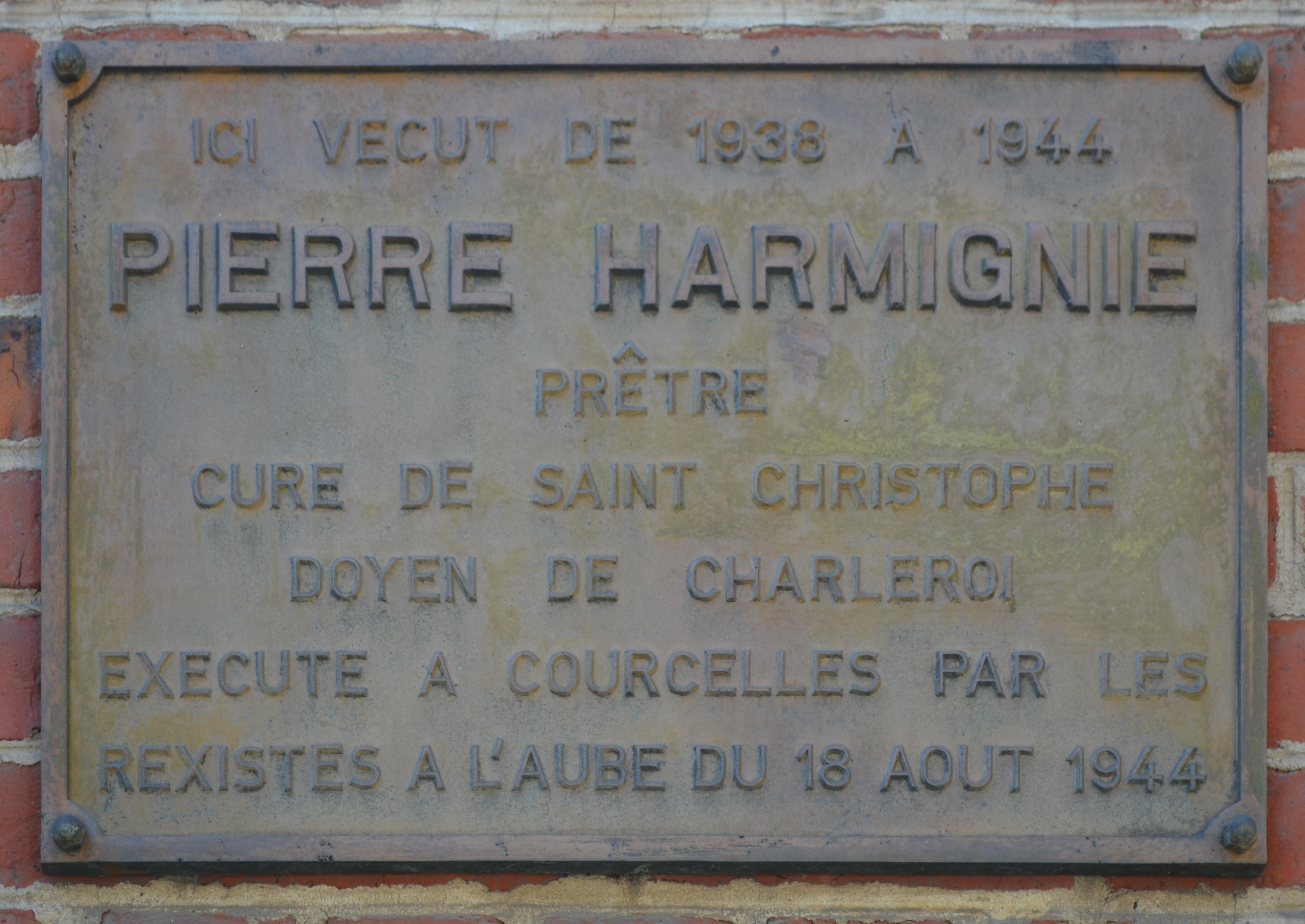
Plaque apposée à Charleroi (Belgique), 32 rue du Gouvernement.
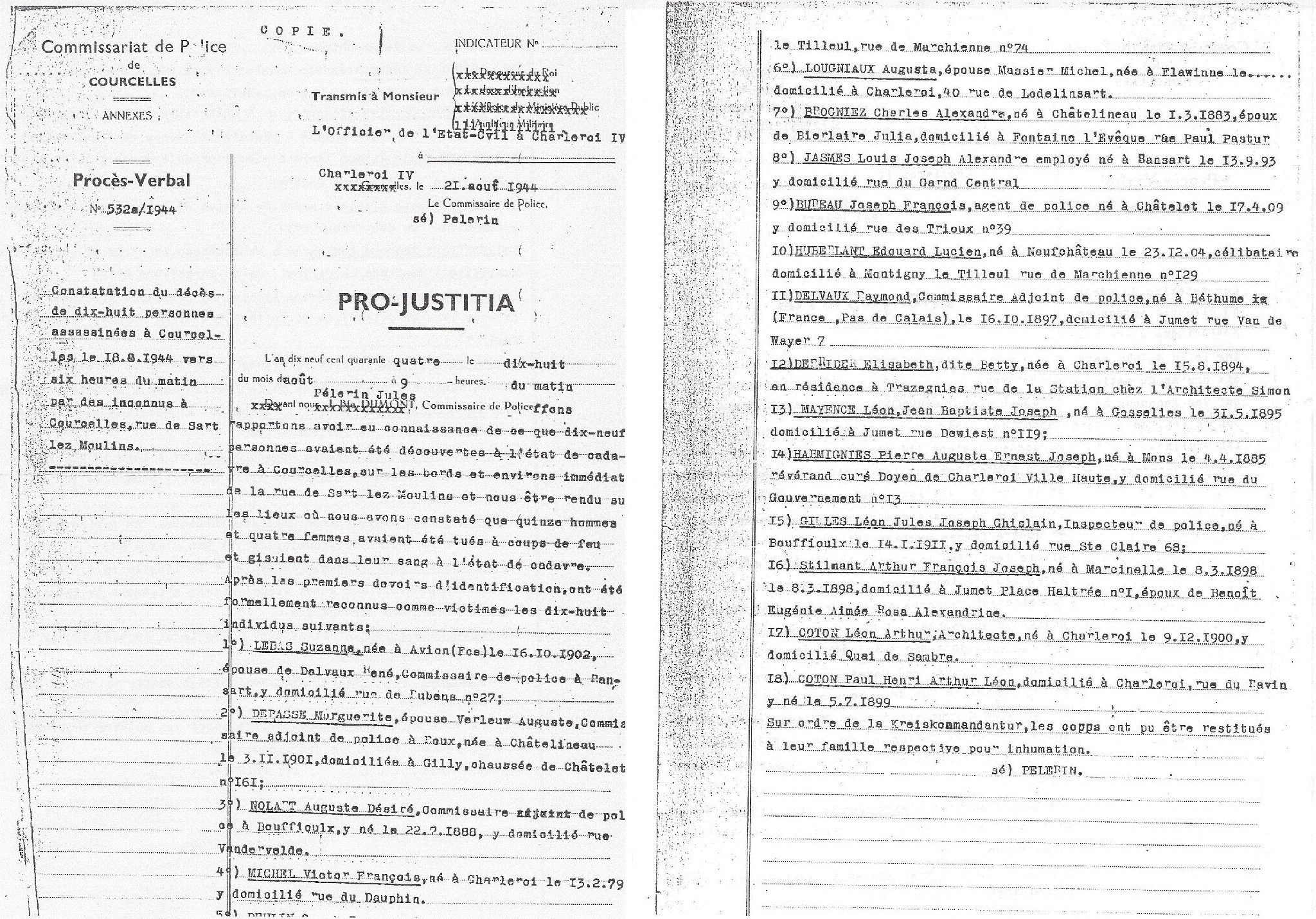
Pro-justitia du 18 août 1944, rédigé à Charleroi IV (Courcelles).
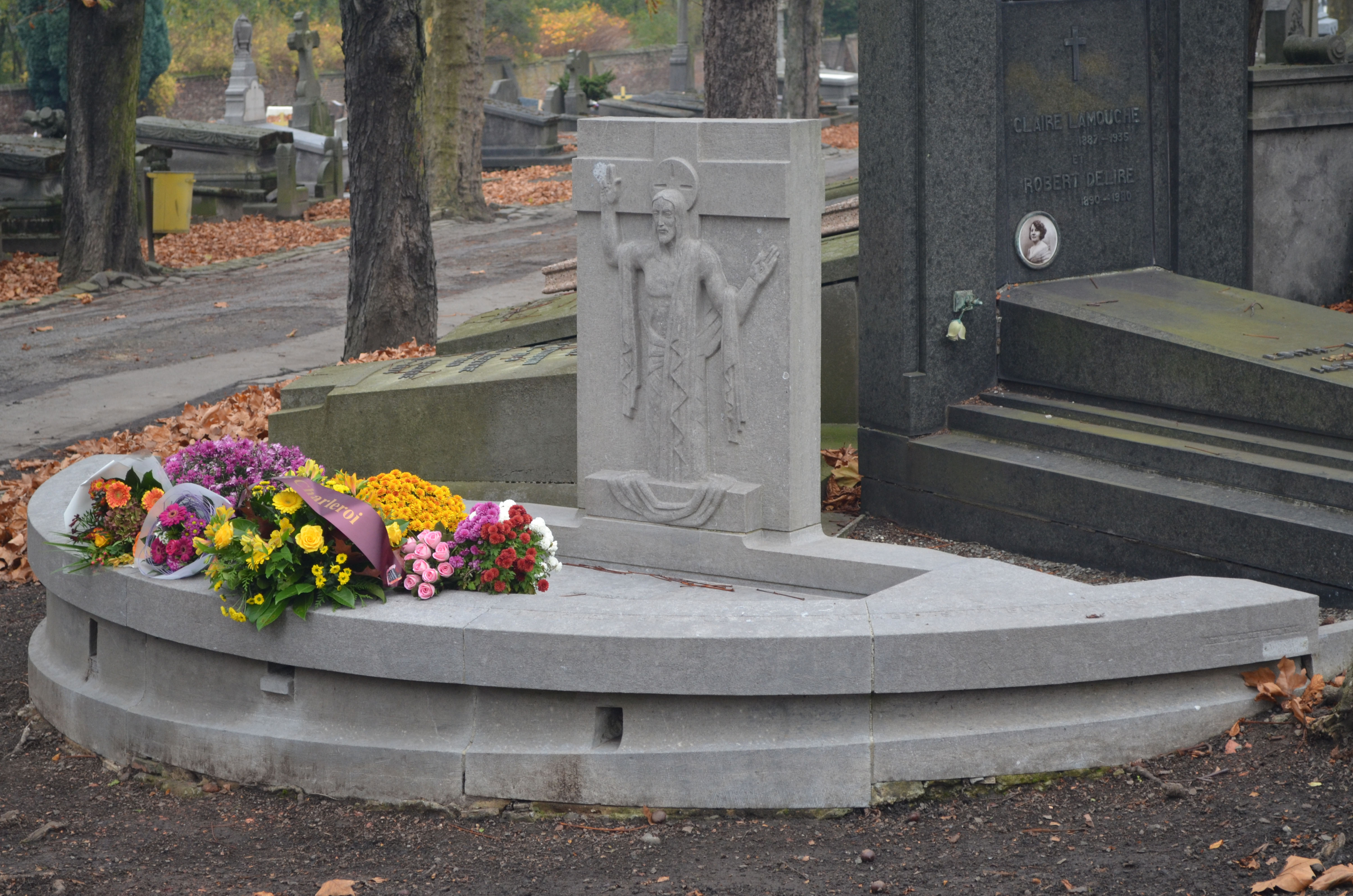
Tombe au cimetière de Charleroi Nord.